# Рікардо Гальєго
Рікардо Гальєго (ісп. Ricardo Gallego; нар. 8 лютого 1959, Мадрид) — іспанський футболіст, що грав на позиції півзахисника. Відомий, зокрема, виступами за «Реал Мадрид», а також національну збірну Іспанії.

## Клубна кар'єра
Вихованець молодіжної система гранда іспанського футболу «Реала», Рікардо Гальєго швидко справив гарне враження у першій команді. Він провів 26 матчів у дебютному сезоні і став основним півзахисником команди на багато років. Рікардо провів 250 матчів у іспанській Прімері, здобувши чотири чемпіонських титули, два Кубка Іспанії, Суперкубок Іспанії, Кубок іспанської ліги, два Кубка УЄФА. Обдарований футбольною технікою та фізикою, він міг працювати у відборі з ефективністю ліберо.
У сезоні 1986-87, Гальєго зіграв у 37 іграх та забив 2 голи за більш ніж 3000 хвилин гри. «Реал Мадрид» знову здобув чемпіонський титул і дійшов до півфіналу національного кубку. 15 березня 1987 року він невдало наступив на коліно Мігеля де Андреса, і граваць «Атлетіка» вимушений був завершити кар'єру після тієї гри.
Через деякий час Гальєго відправився в італійський «Удінезе». Повернувшись до Мадриду, він два сезони пограв за «Райо Вальєкано» у Сегунді. Завершивши кар'єру гравця, Рікардо залишився працювати в клубі на посаді директора.

## Міжнародна кар'єра
Рікардо Гальєго провів 42 матчі, в яких забив два голи, за збірну Іспанії. Його дебют за збірну відбувся 24 лютого 1982 року у кваліфікаційному матчі  до Чемпіонату Світу 1982 проти Шотландії.
Гальєго представляв країну на Чемпіонатах Світу 1982 та 1986, а також Чемпіонатах Європи 1984, де команда здобула срібні нагороди, і 1988.

## Титули і досягнення
«Реал Мадрид Кастілья»
- Кубок Іспанії
  - Фіналіст (1): 1979–80

 «Реал Мадрид»
- Чемпіонат Іспанії
  - Чемпіон (4): 1985–86, 1986–87, 1987–88, 1988–89
- Кубок Іспанії
  - Володар (2): 1981–82, 1988–89
  - Фіналіст (1): 1982–83
- Суперкубок Іспанії
  - Володар (1): 1988
- Кубок іспанської ліги
  - Володар (1): 1985
- Кубок УЄФА
  - Володар (2): 1984–85, 1985–86

 Збірна Іспанії
- Чемпіонат Європи
  - Срібний призер (1): 1984